# 原正人 (バンド・デシネ研究者)
原 正人（はら まさと、1974年 - ）は、バンド・デシネの翻訳家。
静岡県生まれ。学習院大学大学院人文科学研究科フランス文学専攻博士前期課程修了。BDの専門誌『ユーロマンガ』（飛鳥新社）で翻訳および執筆に携わる。

## 著書
- はじめての人のためのバンド・デシネ徹底ガイド（玄光社、2013年5月、ISBN 978-4-7683-0444-0） - 監修[1][2]

## 翻訳
- 天空のビバンドム（ニコラ・ド・クレシー著、飛鳥新社、2010年11月、ISBN 978-4-86410-044-1）[1]
- アンカル（アレハンドロ・ホドロフスキー作、メビウス画、小学館集英社プロダクション、2010年12月、ISBN 978-4-7968-7083-2）
- アニメとプロパガンダ 第二次大戦期の映画と政治（セバスチャン・ロファ著、古永真一、中島万紀子共訳、法政大学出版局、2011年7月、ISBN 978-4-588-42011-5）[1]
- ピノキオ（ヴィンシュルス著、小学館集英社プロダクション、2011年9月、ISBN 978-4-7968-7097-9）[3]
- エデナの世界（メビウス著、TOブックス、2011年9月、ISBN 978-4-904376-62-1）[3]
- 闇の国々（ブノワ・ペータース作、フランソワ・スクイテン画、古永真一共訳、小学館集英社プロダクション、2011年12月 - 2013年10月）
  1. 2011年12月、ISBN 978-4-7968-7101-3
  2. 2012年11月、ISBN 978-4-7968-7132-7
  3. 2013年3月、ISBN 978-4-7968-7146-4
  4. 2013年10月、ISBN 978-4-7968-7173-0
- 3秒（マルク＝アントワーヌ・マチュー著、河出書房新社、2012年2月、ISBN 978-4-309-27308-2）[3]
- メタ・バロンの一族（アレハンドロ・ホドロフスキー作、フアン・ヒメネス画、小学館集英社プロダクション、2012年7月 - 10月）
  1. 上（2012年7月、ISBN 978-4-7968-7119-8）
  2. 下（2012年10月、ISBN 978-4-7968-7130-3）
- ブルーベリー 黄金の銃弾と亡霊（ジャン＝ミシェル・シャルリエ作、ジャン・ジロー＝メビウス画、エンターブレイン、2012年8月、ISBN 978-4-04-728093-9）[2]
- スケッチトラベル 日本語版（堤大介、ジェラルド・ゲルレ編、risu、ジュリア・ウォルフソン共訳、飛鳥新社、2012年8月、ISBN 978-4-86410-158-5）
- レオン・ラ・カム（シルヴァン・ショメ作、ニコラ・ド・クレシー画、エンターブレイン、2012年9月、ISBN 978-4-04-728086-1）[2]
- デス・クラブへようこそ（ヴィンシュルス著、小学館集英社プロダクション、2012年10月、ISBN 978-4-7968-7129-7）
- 時の鳥を求めて（セルジュ・ル・タンドル原作、レジス・ロワゼル作画、飛鳥新社、2012年11月、ISBN 978-4-86410-207-0）
- 猫の目（メビウス、ホドロフスキー共著、竹書房、2013年7月、ISBN 978-4-8124-9604-6）
- 塩素の味（バスティアン・ヴィヴェス著、小学館集英社プロダクション、2013年8月、ISBN 978-4-7968-7159-4）[3]
- 天使の爪（メビウス画、アレハンドロ・ホドロフスキー作、飛鳥新社、2013年8月、ISBN 978-4-86410-263-6）
- 青い薬（フレデリック・ペータース著、青土社、2013年9月、ISBN 978-4-7917-6712-0）[1][2]
- フォリガット（アレクシオス・チョヤス原作、ニコラ・ド・クレシー画、パイインターナショナル、2013年10月、ISBN 978-4-7562-4415-4）
- カニカニレボリューション（アルチュール・ド・パンス作・画、飛鳥新社、2013年10月、ISBN 978-4-86410-285-8）
- ポリーナ（バスティアン・ヴィヴェス著、小学館集英社プロダクション、2014年2月、ISBN 978-4-7968-7195-2）
- テプフェール マンガの発明（ティエリ・グルンステン、ブノワ・ペータース共著、古永真一、森田直子共訳、法政大学出版局、2014年4月、ISBN 978-4-588-42013-9）[1]
- ローン・スローン（フィリップ・ドリュイエ作、ジャック・ロブ作・原案、バンジャマン・ルグラン作、小学館集英社プロダクション、2014年4月、ISBN 978-4-7968-7185-3）
- かわいい闇（マリー・ポムピュイ、ファビアン・ヴェルマン作、ケラスコエット画、河出書房新社、2014年6月、ISBN 978-4-309-27490-4）
- テクノプリースト（アレハンドロ・ホドロフスキー作、ゾラン・ジャニエトフ画、フレッド・ベルトラン彩色、パイインターナショナル、2014年6月、ISBN 978-4-7562-4549-6）
- アラン・マンジェル氏のスキゾな冒険（アレハンドロ・ホドロフスキー作、メビウス画、パイインターナショナル、2014年7月、ISBN 978-4-7562-4550-2
- ルチャリブレ ― 覆面戦隊ルチャドーレス・ファイブ（ジェリー・フリッセン作、ビル画、パイインターナショナル、2014年8月、ISBN 978-4-7562-4551-9）
- わが名はレギオン（ファビアン・ニュリ作、ジョン・キャサデイ画、パイインターナショナル、2014年9月、ISBN 978-4-7562-4552-6）
- Songes 夢でキスして（ドニ＝ピエール・フィリッピ作、テリー・ダドソン画、レベカ・レンドン、テリー・ダドソン彩色、パイインターナショナル、2015年1月、ISBN 978-4-7562-4630-1）
- ビフォア・アンカル（アレハンドロ・ホドロフスキー作、ゾラン・ジャニエトフ画、パイインターナショナル、2015年2月、ISBN 978-4-7562-4629-5）
- ウィカ ― オベロンの怒り（トマス・デイ作、オリヴィエ・ルドロワ画、飛鳥新社、2015年2月、ISBN 978-4-86410-401-2）
- バウンサー（アレハンドロ・ホドロフスキー作、フランソワ・ブック画、パイインターナショナル、2015年3月、ISBN 978-4-7562-4631-8）
- プロレス狂想曲（ニコラ・ド・クレシー著、集英社、2015年4月、ISBN 978-4-08-890149-7）
- ミラン・K ティーンエイジャー編（サム・ティメル作、コランタン画、パイインターナショナル、2015年4月、ISBN 978-4-7562-4633-2）
- ラディアン（トニー・ヴァレント著、飛鳥新社、2015年8月 - ）
- ゾンビレニアム 1 グレッチェン（アルチュール・ド・パンス著、ユーロマンガ、2016年6月） - 電子書籍版のみの販売。
- ラルゴ・ウィンチ（フィリップ・フランク画、ジャン・ヴァン・アム作、ユーロマンガ、2016年10月 - 11月） - 電子書籍版のみの販売。
  1. 跡継ぎ（2016年10月）
  2. Wグループ（2016年10月）
合本版（2016年11月）
- ラストマン（バラック、バスティアン・ヴィヴェス、ミカエル・サンラヴィル共著、飛鳥新社、2016年8月 - ）
- メビウス博士とジル氏―二人の漫画家が語る創作の秘密（ヌマ・サドゥール著、小学館集英社プロダクション、2017年3月、ISBN 978-4-7968-7660-5）[2]
- ターニングポイント（古川晴子共訳、飛鳥新社、2017年9月、ISBN 978-4-86410-573-6）
- それからの彼女（アンヌ・ヴィアゼムスキー著、DU BOOKS、2018年6月、ISBN 978-4-86647-051-1）
- 見えない違い 私はアスペルガー（ジュリー・ダシェ原作、マドモワゼル・カロリーヌ作画、花伝社、2018年8月、ISBN 978-4-7634-0865-5）
- ヘケート――女の子ってなんなの!?（手塚治虫原作、エルザ・ブランツ漫画、『テヅコミ』Vol.5、マイクロマガジン社、ISBN 978-4-89637-772-9）
- ナタンと呼んで 少女の身体で生まれた少年（カトリーヌ・カストロ原作、カンタン・ズゥティオン作画、花伝社、2019年4月、ISBN 978-4-7634-0879-2）
- 砂漠が街に入りこんだ日（グカ・ハン著、リトルモア、2020年8月、ISBN 978-4-89815-525-7）
- レベティコ－雑草の歌（ダヴィッド・プリュドム著、サウザンブックス、2020年10月、ISBN 978-4-909125-24-8）[3]
- 自由を求めて『森の生活』ソローの生き方を漫画で読む（マクシミリアン・ル・ロワ文・彩色、A・ダン絵、いそっぷ社、2020年11月、ISBN 978-4-900963-91-7）
- 最高の夏休み（ジドルー原作、ジョルディ・ラフェーブル作画・彩色、ユーロマンガ、2021年4月 - ）
  1. 針路を南へ！（2021年4月）
  2. 入江（2022年9月）
  3. エステレル号（2022年11月）
- テーレマコス（キッド・トゥーサン原作、ケニー・ルイス作画、ノイリー彩色、ユーロマンガ、2021年5月 - ） - 電子書籍版のみの販売。
  1. オデュッセウスを探して（2021年5月）
  2. 地獄の入り口にて（2022年8月）
  3. 人間たちの都市（2022年10月）
  4. 不可能な帰還（2022年12月）
- パパとママのぜんぶがわかるせつめいしょ（フランソワーズ・ブジェ作、グラフィック社、2021年6月、ISBN 978-4-7661-3496-4）
- 超級装備で無双して、異世界王に俺はなる！～ＯＵＴＬＡＷ　ＰＬＡＹＥＲＳ～（SHONEN著、『月刊少年シリウス』2022年5月号[4] - 、講談社）